# Ettore Tibaldi
Ettore Tibaldi (Bornasco, 19 dicembre 1887 – Certosa di Pavia, 24 settembre 1968) è stato un politico, partigiano e patologo italiano, vicepresidente del Senato della Repubblica e presidente della Giunta provvisoria di Governo della Repubblica dell'Ossola.

## Biografia
Militante del Partito socialista dal 1907, nel 1913 (proprio l'anno in cui conseguì la laurea in Medicina), subì un processo per vilipendio della monarchia. L'anno dopo, allo scoppio della prima guerra mondiale, accorse in Francia a combattere nella Legione "Mazzini". Interventista, aderì all'Unione Socialista Italiana di Leonida Bissolati; combatté poi volontario sul fronte italiano e in Albania; nel 1919, fu congedato con una decorazione al valore militare. Nello stesso anno fu candidato alle elezioni politiche nel Fascio delle forze democratiche e combattenti (in rappresentanza dei socialisti bissolatiani) e, dopo il delitto Matteotti, fu tra i fondatori a Pavia della sezione locale di "Italia libera". Le sue idee socialiste gli costarono, nel 1926, la perdita della cattedra universitaria di Patologia medica e per la sua fede politica continuò ad essere angariato anche a Domodossola, dove si era autoconfinato e dove, in ogni caso, divenne primario dell'Ospedale San Biagio.
Dopo la caduta di Mussolini, Tibaldi costituì con altri un comitato che, il 7 novembre del 1943, organizzò l'insurrezione operaia e partigiana di Villadossola, repressa nel sangue dai nazifascisti. Riparato in Svizzera, Tibaldi rientrò in Italia durante i "quaranta giorni" della Repubblica dell'Ossola (9 settembre 1944 - 19 ottobre 1944), della quale fu presidente della Giunta provvisoria di Governo. Dopo la Liberazione - reintegrato nel 1946 nell'insegnamento universitario - fu eletto nel 1948 sindaco di Domodossola. Senatore socialista nel 1953, riconfermato nelle due successive legislature, Tibaldi fu anche vicepresidente del Senato della Repubblica e presidente della Federazione internazionale della Resistenza. Nel 1964 aderì allo PSIUP.